# Hortipes depravator
Hortipes depravator là một loài nhện trong họ Corinnidae.
Loài này thuộc chi Hortipes. Hortipes depravator được miêu tả năm 2000 bởi Bosselaers & Rudy Jocqué.